# Тонъиль Эйр Системс
Тонъиль Эйр системс (англ. Tongil Air Systems) — компания, базирующаяся в Сеуле и нескольких прибрежных городах Южной Кореи, занимающаяся производством и поставкой запчастей и расходуемых материалов вертолетной техники в заводы Калифорнии, США, и различным авиаперевозчикам мира, также компания располагает девятью вертолетами Sikorsky S-61N, занимающимися незапланированными перевозками. Компания входит в состав Тонъиль групп, основанного Мун Сон Мёном.

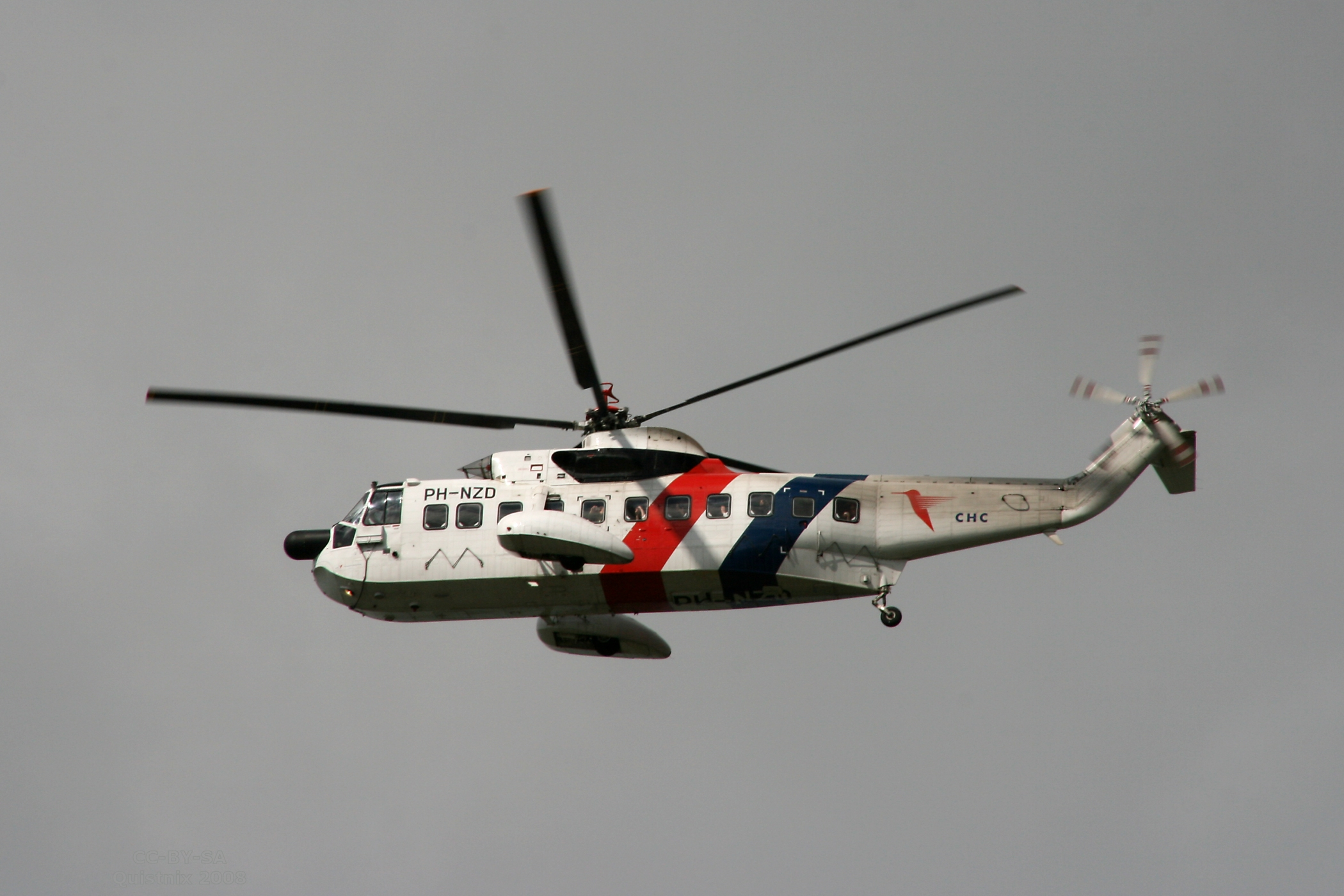
Вертолет Sikorsky S-61N, запчасти которого производятся и поставляются компанией Тонъиль Эйр системс

Компания сотрудничает с производителем вертолетов Sikorsky Aircraft, открывшей филиал на аэрокосмическом прибрежном заводе на территории в 50 га, принадлежащему Мун Сон Мёну. Сестринской организацией Тонъиль Эйр Системс является производитель вертолетных запчастей и комплектующих Таймс Эйрспейс Корея и предоставляющих вертолетные аэродромы по всей стране для частных посадок.